# リチャード・クラガン

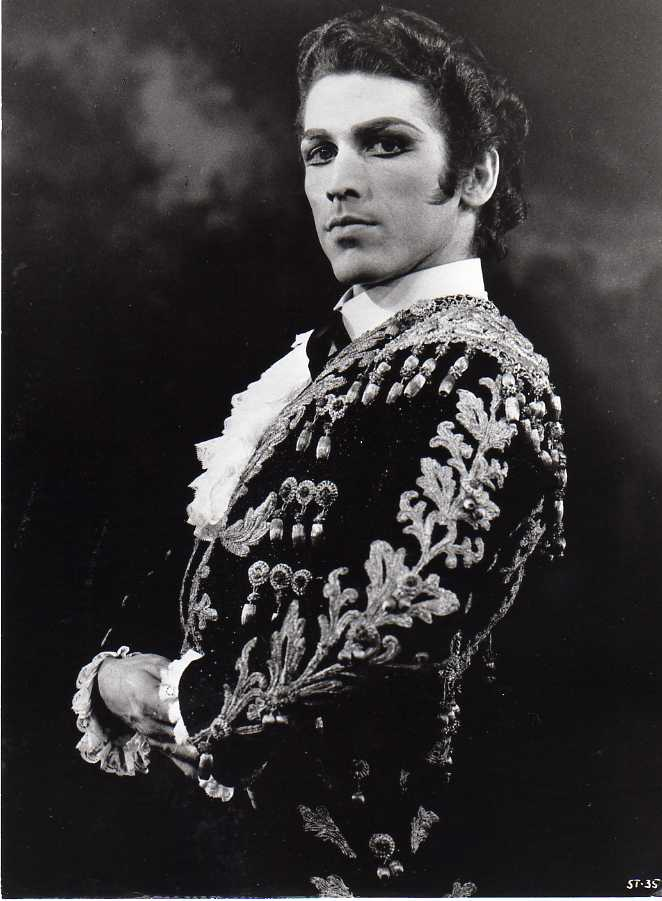
リチャード・クラガン

リチャード・クラガン（Richard Cragun、1944年10月5日 - 2012年8月6日）は、アメリカ合衆国のバレエダンサー・振付家・バレエ指導者である。20世紀後半における最も影響力あるバレエダンサーの1人であり、マルシア・ハイデとのパートナーシップで知られた。ハイデや振付家ジョン・クランコなどとともに「シュトゥットガルトの奇跡」といわれるほどのシュトゥットガルト・バレエ団の全盛期を築き上げた人物である。姓については「クレイガン」とも表記される。

## 経歴
アメリカ合衆国カリフォルニア州サクラメントの生まれ。ジーン・ルシールにタップダンスを学び、後にバレエに転向した。バレエ転向後はバーバラ・ブリッグスに師事し、カナダのバンフ・スクール・オヴ・ファイン・アーツでグゥイネス・ロイド、ベチィー・ファラリーの指導を受けた。ロンドンのロイヤル・バレエ学校への留学やコペンハーゲンでヴェラ・ヴォルコワに学んだ後、1962年にシュトゥットガルト・バレエ団に入団した。
クラガンは舞踊技術と演技力の双方に優れ、男らしい魅力を持つダンサーであった。シュトゥットガルト・バレエ団の芸術監督ジョン・クランコはクラガンを重用し、『ロメオとジュリエット』（1962年）、『オネーギン』（1965年）、『作品I』（1965年）、『プレゼンス』（1968年）、『じゃじゃ馬ならし』（1969年）、『法悦の詩』（1970年）などさまざまな作品で重要な役柄を与えた。クラガンもクランコの期待に応えてその芸術的才能を十分に開花させ、1965年にプリンシパルに昇格した。
シュトゥットガルト・バレエ団ではマルシア・ハイデと出会い、長年にわたってパートナーシップを築くことになった。ハイデはブラジル生まれでマルキ・ド・クエヴァス・バレエ団（fr:Grand Ballet du Marquis de Cuevas）などを経て1961年にシュトゥットガルト・バレエ団に入団し、翌年にプリマ・バレリーナに昇格していた。ハイデとクラガンは、クランコ振付の恋愛悲劇から喜劇的作品に至るまでさまざまな作品でパートナーとして踊って高く評価された。クランコの振付作品と2人を筆頭にした優秀なダンサーたちの出現は、「シュトゥットガルトの奇跡」といわれるほどのシュトゥットガルト・バレエ団の全盛期を築き上げる原動力となった。私生活でも、2人は1963年に結婚している。
ハイデとクラガンの代表作として挙げられるのは、1969年に作られた『じゃじゃ馬ならし』である。じゃじゃ馬娘キャタリーナと無頼漢のペトルーチオにまつわる結婚騒動を喜劇的に描いたこの作品では、高度な技術が要求される舞踊場面が多かった。キャタリーナとペトルーチオがお互いに主導権を争い合う最初のパ・ド・ドゥでは、キャタリーナの平手打ち、足の踏み付け、投げ飛ばしなどというおよそバレエ的ではない直截的な身体表現に対して、ペトルーチオは彼女に甘い言葉を囁いてやがてその心を開かせていくさまが表現された。ハイデは後に高円宮憲仁親王との対談で、『じゃじゃ馬ならし』のパ・ド・ドゥについて「特に『じゃじゃ馬ならし』をマルシアさん以上に踊れる人はいないと思いますよ」という賛辞に対して「確かにあれは、お互いをよほど知っていないと、息が合いません」と述懐していた。
1973年6月26日、シュトゥットガルト・バレエ団のアメリカ公演が終わってドイツに帰国する途上の飛行機内で、クランコが急死した。クランコの死は大きな痛手であり、しかもこの時期、クラガンとハイデの間には離婚問題が浮上していた。16年間続いた2人の結婚生活は1979年に終わったが、舞台上ではその後もパートナーとして踊り、1976年に芸術監督の立場となったハイデを支え続けていた。ハイデはクラガンについて「お互いに対する尊敬はもちろんだが、リキ（クラガンの愛称）が素晴らしい人だから」、「リキがいれば何も心配ない」と高く評価していた。ハイデは自ら振り付けた『眠れる森の美女』（1987年）で、本来主役ではない邪悪な魔女カラボス役をかつての夫であるクラガンのために振り付けた。ハイデの振り付けたカラボスは歌舞伎の女形に想を得たもので、クラガンは舞台上を自在に駆け回り、ダイナミックな役作りを見せて好評だった。
1990年には、かつて学んだタップダンスの技量を生かして、ブロードウェイ・ミュージカル『オン・ユア・トウズ』のシュトゥットガルト・バレエ団復刻版に出演した。クラガンは1996年に引退するまで、シュトゥットガルト・バレエ団に在籍した。世界各国のバレエ公演にも招聘され、ケネス・マクミラン、ジョン・ノイマイヤー、イリ・キリアン、ウィリアム・フォーサイス、モーリス・ベジャールなどの作品も踊った。1996年から1999年までベルリン・ドイツ・オペラ・バレエ団の芸術監督を務め、1999年に退任してブラジル南部の都市クリチバでパートナーであるブラジル人振付師のロベルト・デ・オリベイラとともに自身のバレエ団を結成し、リオデジャネイロ市立劇場でも活動した。
クラガンは風刺漫画を得意とし、展覧会を数回開くほどの腕前であった。晩年のクラガンは健康を害していたが、ジョン・クランコの芸術監督就任50周年記念を祝うために、2011年にシュトゥットガルトに旅行した。クラガンは2012年8月6日、リオデジャネイロで死去した。ハイデは彼の訃報に際して「世界最高のダンサーの1人でした。別れた後も、私たちは最良の友人でしたし、いつでも彼を思い出すことができます」と追悼の言葉を述べている。